# Herrera (Familienname)
Herrera ist ein spanischer Familienname.

## Namensträger

### A
- Aaron Herrera (* 1997), guatemaltekischer Fußballspieler
- Abraham Cohen Herrera (1570–1635), Religionsphilosoph und Kabbalist
- Adolfo Rodríguez Herrera (1924–2003), kubanischer Geistlicher, Erzbischof von Camagüey
- Agustín Adolfo Herrera (1912–2000), argentinischer Geistlicher, Bischof von San Francisco
- Alejandro Herrera Arredondo (* 1970), mexikanischer Fußballtorhüter
- Alex Herrera (* 1992), US-amerikanischer Basketballspieler
- Alexis Herrera (* 1989), venezolanischer Fußballschiedsrichter
- Alfonso Herrera (Schauspieler) (* 1983), mexikanischer Sänger und Schauspieler
- Alfonso Herrera-Salcedo González (* 1929), mexikanischer Diplomat
- Alonso de Herrera (um 1500–1534), spanischer Konquistador
- Ander Herrera (* 1989), spanischer Fußballspieler
- Andrés Herrera (* 1996), kolumbianischer Squashspieler
- Ángel Herrera (Boxer) (* 1957), kubanischer Boxer
- Ángel Herrera Oria (1886–1968), spanischer Rechtsanwalt, Politiker und Theologe
- Antonio de Herrera y Tordesillas (1549–1625), spanischer Historiker
- Arquímedes Herrera (1935–2013), venezolanischer Leichtathlet
- Atilio Herrera (* 1951), argentinischer Fußballspieler

### B
- Balbina Herrera (* 1954), panamaische Politikerin
- Bernardo Herrera Restrepo (1844–1928), kolumbianischer Geistlicher, Erzbischof von Bogotá

### C
- Carl Herrera (* 1966), venezolanischer Basketballspieler
- Carlos Herrera y Luna (1856–1930), guatemaltekischer Politiker, Präsident 1920 bis 1921
- Carlos Gómez Herrera (* 1990), spanischer Tennisspieler
- Carlos Enrique Herrera Gutiérrez (* 1948), nicaraguanischer Ordensgeistlicher, Bischof von Jinotega
- Carlos Enrique Curiel Herrera (* 1960), venezolanischer Ordensgeistlicher, Bischof von Carora
- Carlos M. Herrera, spanischer Biologe
- Carlos María Herrera (1875–1914), uruguayischer Maler
- Carmen Herrera (1915–2022), US-amerikanische Malerin
- Carolina Herrera (* 1939), venezolanische Modedesignerin und Unternehmerin
- Celestino Herrera Frimont (* 1904), mexikanischer Diplomat
- César Herrera (Basketballspieler) (* 1930), mexikanischer Basketballspieler
- César Herrera (Ruderer) (* 1955), kubanischer Ruderer
- César Herrera (Leichtathlet) (* 1999), kolumbianischer Geher
- Claudio Herrera (* 1988), uruguayischer Fußballspieler
- Coral Herrera (* 1977), spanische Autorin und Kommunikatorin

### D
- Dario Herrera (* 1985), argentinischer Fußballschiedsrichter

### E
- Eddy Herrera (* 1964), dominikanischer Musiker
- Eduardo Herrera (Fußballspieler, 1944) (* 1944), chilenischer Fußballspieler
- Eduardo Herrera Aguirre (* 1988), mexikanischer Fußballspieler
- Eduardo Herrera Bueno (Herrerita; 1914–1991), spanischer Fußballspieler
- Eduardo Vargas Herrera (1933–1996), chilenischer Architekt
- Edward Herrera (* 1986), maltesischer Fußballspieler
- Efraín Herrera (* 1959), mexikanischer Fußballspieler
- Eladio Herrera (1930–2014), argentinischer Boxer
- Élder Herrera (* 1968), kolumbianischer Radrennfahrer
- Elian Herrera (* 1985), dominikanischer Baseballspieler
- Emanuel Herrera (* 1987), argentinischer Fußballspieler
- Emilio Herrera Linares (1879–1967), spanischer Militäringenieur, General, Physiker und Politiker
- Enrique Olaya Herrera (1880–1937), kolumbianischer Journalist und Politiker, Präsident 1930 bis 1934
- Enzo Herrera (* 1992), uruguayischer Fußballspieler
- Ernesto Herrera (1886/1889–1917), uruguayischer Dramatiker
- Evenzio Herrera Diaz (* 1955), spanischer Franziskaner, Patriarchalvikar für Zypern

### F
- Fernando de Herrera (1534–1597), spanischer Dichter
- Francisca Herrera Garrido (1869–1950), spanische Schriftstellerin
- Francisco de Herrera der Ältere (1576–1656), spanischer Maler
- Francisco de Herrera der Jüngere (1622–1685), spanischer Maler
- Francisco Herrera (Gitarrist) (1935–2021), spanischer Gitarrist, Gitarrenlehrer und Gitarrenforscher
- Francisco Herrera Latoja, chilenischer General und Politiker
- Francisco Murillo Herrera (1878–1951), spanischer Kunsthistoriker
- Francisco de Paula Mendoza y Herrera (1852–1923), mexikanischer Geistlicher, Erzbischof von Durango
- Francisco de Toledo Herrera (1532–1596), spanischer Jesuit und Kardinal, siehe Francisco Toledo (Kardinal)
- Franklin Herrera (* 1988), bolivianischer Fußballspieler

### G
- Georgina Herrera (1936–2021), kubanische Schriftstellerin
- Germán Herrera (* 1983), argentinischer Fußballspieler

### H
- Héctor Herrera (Leichtathlet) (Héctor Herrera Ortiz; * 1959), kubanischer Mittelstreckenläufer
- Héctor Herrera (Fußballspieler) (Héctor Miguel Herrera López; * 1990), mexikanischer Fußballspieler
- Helenio Herrera (1910–1997), argentinischer Fußballtrainer
- Hélmer Herrera (1951–1998), kolumbianischer Drogenhändler
- Heriberto Herrera (1926–1996), paraguayisch-spanischer Fußballspieler und -trainer
- Hilda Herrera (* 1933), argentinische Komponistin, Pianistin und Musikpädagogin

### I
- Irisberto Herrera (* 1968), kubanischer Schachspieler
- Irvin Herrera (* 1991), salvadorianischer Fußballspieler

### J
- Jaime Herrera Beutler (* 1978), US-amerikanische Politikerin
- Jaime Alfredo Herrera (Jaime Alfredo Herrera Bonilla; * 1987), salvadorianischer Fußballschiedsrichter
- Javier Herrera Corona (* 1968), mexikanischer Erzbischof und Diplomat
- Jefferson Herrera (Fußballspieler, 1992) (Jefferson Marzio Herrera Geves; * 1992), kolumbianischer Fußballspieler
- Jefferson Herrera (Fußballspieler, 1993) (Jefferson Mario Herrera Genes; * 1993), kolumbianischer Fußballspieler
- Jesús Herrera (Fußballspieler, 1938) (Jesús Herrera Alonso; 1938–1962), spanischer Fußballspieler
- Jesús Herrera (Leichtathlet) (* 1962), mexikanischer Leichtathlet
- Jesús Herrera (Fußballspieler, 1998) (Jesús David Herrera Rodriguez; * 1998), kolumbianischer Fußballspieler
- Jesús Herrera (Fußballspieler, 1999) (Jesús Enrique Herrera Hernández; * 1999), venezolanischer Fußballspieler
- Jesús José Herrera Quiñonez (* 1961), mexikanischer Geistlicher, Bischof von Culiacán
- Joe Herrera (Jazzmusiker), Jazzmusiker und Trompeter
- Joe Herrera (Künstler) (1923–2001), US-amerikanischer Künstler, Lehrer und Aktivist
- Joe Herrera (Schauspieler) (* 1973), puerto-ricanisch-US-amerikanischer Theater- und Filmschauspieler
- Johanelis Herrera Abreu (* 1995), italienische Leichtathletin
- Johnny Herrera (* 1981), chilenischer Fußballtorhüter
- Jorge Herrera (Schauspieler) (* 1948), kolumbianischer Schauspieler
- Jorge Herrera (Schwimmer) (Jorge A. Herrera Soto; * 1972), puerto-ricanischer Schwimmer
- Jorge Herrera (Jockey) (um 1978–2012), mexikanischer Jockey
- Jorge Herrera (Politiker) (Jorge Herrera Morocho), ecuadorianischer Politiker
- Jorge Herrera (Fußballspieler) (Jorge Enrique Herrera Suarez; * 1980), kolumbianischer Fußballspieler
- Jorge Herrera (Rennfahrer), mexikanischer Automobilrennfahrer
- Jorge Herrera Morocho (* 1971), ecuadorianischer Agrarwissenschaftler und Verbandsfunktionär
- José Herrera Petere (1901–1977), spanischer Dichter und Schriftsteller
- José Herrera Uslar (1906–??), venezolanischer Rechtsanwalt, Diplomat und Unternehmer
- José de Posada Herrera (1814–1885), spanischer Politiker
- José Dionisio de la Trinidad de Herrera y Díaz del Valle (1781–1850), honduranischer Politiker, Staatschef von Honduras und Nicaragua
- José Joaquín de Herrera (1792–1854), mexikanischer Militär und Politiker, Präsident zwischen 1844 und 1851
- José Luis Herrera (1949–2005), mexikanischer Fußballspieler
- José Manuel Garita Herrera (* 1965), costa-ricanischer Geistlicher, Bischof von Ciudad Quesada
- José María Martín de Herrera y de la Iglesia (1835–1922), spanischer Geistlicher, Erzbischof von Santiago de Compostela
- José Óscar Herrera (* 1965), uruguayischer Fußballspieler
- Juan de Herrera (1533–1597), spanischer Architekt
- Juan de Herrera y Chumacero (um 1665–1738), kolumbianischer Komponist und Kapellmeister
- Juan Herrera (* 1958), mexikanischer Boxer
- Juan Felipe Herrera (* 1948), US-amerikanischer Dichter
- Julio Herrera y Obes (1841–1912), uruguayischer Politiker, Staatspräsident 1890 bis 1894
- Justo Vicente José de Herrera y Díaz del Valle (1786–??), Supremo Director der Provinz Honduras

### K
- Karin Herrera (* 1968), guatemaltekische Biologin und Politikerin
- Keylor Herrera (* 1993), costa-ricanischer Fußballschiedsrichter
- Kristin Herrera (* 1989), US-amerikanische Schauspielerin

### L
- Leonel Herrera Rojas (* 1948), chilenischer Fußballspieler und Politiker
- Leonel Herrera Silva (* 1971), chilenischer Fußballspieler und Politiker
- Lizardo Estrada Herrera (* 1973), peruanischer Ordensgeistlicher, Weihbischof in Cuzco
- Lorenzo Aguado Herrera (* 2002), spanischer Fußballspieler
- Lucas Herrera y Obes, uruguayischer Politiker und Unternehmer
- Luis Herrera (Radsportler) (* 1961), kolumbianischer Radrennfahrer
- Luis Herrera (Fußballspieler, 1962) (* 1962), kolumbianischer Fußballspieler
- Luís Herrera Campíns (1925–2007), venezolanischer Politiker, Staatspräsident 1979 bis 1984
- Luis Herrera de la Fuente (1916–2014), mexikanischer Dirigent, Violinist und Komponist
- Luis Alberto Lacalle Herrera (* 1941), uruguayischer Jurist und Politiker, Staatspräsident 1990 bis 1995
- Luis-Enrique Herrera (* 1971), mexikanischer Tennisspieler
- Luis Gerardo Cabrera Herrera (* 1955), ecuadorianischer Ordensgeistlicher, Erzbischof von Guayaquil, Kardinal

### M
- Maclovio Herrera Cano (1879–1915), mexikanischer Revolutionär
- Magalí Herrera (1914–1992), uruguayische Künstlerin
- Manuel Herrera y Obes (1806–1890), uruguayischer Politiker und Diplomat
- Marcelo Herrera (Fußballspieler, 1966) (* 1966), argentinischer Fußballspieler
- Marcelo Herrera (Fußballspieler, 1992) (* 1992), argentinischer Fußballspieler
- Marcelo Herrera (Fußballspieler, 1998) (* 1998), argentinischer Fußballspieler
- Marcos Herrera (* 1999), ecuadorianischer Hürdenläufer
- María Herrera (* 1996), spanische Motorradrennfahrerin
- Mario Herrera († 2010), nicaraguanischer Guerillaführer
- Markus Herrera Torrez (* 1988), deutscher Politiker (SPD), Oberbürgermeister von Wertheim
- Mateo Herrera (1867–1927), mexikanischer Künstler
- Melissa Herrera (* 1996), costa-ricanische Fußballspielerin
- Merari Herrera (* 2001), ecuadorianische Diskuswerferin
- Miguel Herrera (* 1968), mexikanischer Fußballspieler und -trainer
- Miguel Ángel Herrera (* 1989), mexikanischer Fußballspieler
- Miguel Herrera y Obes, uruguayischer Politiker

### N
- Néstor Rafael Herrera Heredia (* 1933), ecuadorianischer Geistlicher, Bischof von Machala

### O
- Olga Venecia Herrera Carbuccia (* 1956), dominikanische Juristin und Richterin
- Óscar Herrera (1959–2015), chilenischer Fußballspieler
- Oscar Herrera (Fußballspieler) (* 2002), US-amerikanischer Fußballtorhüter
- Ozziel Herrera (* 2001), mexikanischer Fußballspieler

### P
- Pablo Herrera (Politiker), ecuadorianischer Politiker
- Pablo Herrera (Produzent), kubanischer Musikproduzent
- Pablo Herrera Allepuz (* 1982), spanischer Beachvolleyballspieler
- Pablo Herrera Barrantes (* 1987), costa-ricanischer Fußballspieler
- Pablo Herrera de Huerta (1868–1940), mexikanischer Diplomat
- Paloma Herrera (* 1975), argentinische Tänzerin
- Paulo Herrera (* 1994), peruanischer Leichtathlet
- Pedro María Herrera (* 1959), spanischer Fußballspieler
- Petra Herrera (1887–1916), mexikanische Freiheitskämpferin, Revolutionärin
- Placido Herrera (1927–2000), mexikanischer Radrennfahrer
- Porfirio Herrera Báez (* 1915), dominikanischer Politiker

### R
- Rafael Herrera (* 1945), mexikanischer Boxer
- Ramiro Alejandro Herrera Herrera (* 1963), ecuadorianischer römisch-katholischer Geistlicher, Weihbischof in Portoviejo
- Ramiro Herrera (* 1989), argentinischer Rugby-Union-Spieler
- Rene Herrera (* 1979), philippinischer Hindernisläufer
- Robert Herrera (* 1989), uruguayischer Fußballspieler
- Roberto Herrera (* 1963), argentinischer Tänzer, Choreograf und Tanzlehrer
- Roberto Antonio Pérez Herrera (1956–2025), dominikanischer Merengue-Sänger, siehe Rubby Pérez
- Ruperto Herrera García (* 1972), kubanischer Basketballspieler
- Ruperto Herrera Tabio (* 1949), kubanischer Basketballspieler

### S
- Santos León Herrera (1874–1950), costa-ricanischer Politiker, Präsident 1948
- Sebastian Herrera (* 1997), chilenisch-deutscher Basketballspieler
- Silvia Herrera (* 1983), argentinische Biathletin

### T
- Tomás de Herrera (1804–1854), panamaischer Feldherr und Staatsmann
- Tomás Herrera (1950–2020), kubanischer Basketballspieler

### V
- Vicente de Herrera y Rivero (1743–1794), spanischer Jurist, Vizekönig von Neuspanien
- Vicente Herrera Zeledón (1821–1888), costa-ricanischer Politiker, Präsident 1876 bis 1877
- Víctor Rojas Herrera, peruanischer Polizist und Politiker
- Víctor Herrera (* 1970), kolumbianischer Radrennfahrer

### Y
- Yander Herrera (* 2006), kubanischer Leichtathlet
- Yangel Herrera (* 1998), venezolanischer Fußballspieler
- Yender Herrera (* 1991), venezolanischer Fußballschiedsrichter
- Yilmar Herrera (* 1996), kolumbianischer Leichtathlet
- Yuri Herrera (* 1970), mexikanischer Schriftsteller